# Felipe Saad
Felipe Patavino Saad (Santos, 11 settembre 1983) è un ex calciatore brasiliano di origini italiane, di ruolo difensore.

## Palmarès

### Club

#### Competizioni nazionali
- Coppa di Francia: 1

Guingamp: 2008-2009
- Championnat National: 1

Strasburgo: 2015-2016
- Ligue 2: 1

Strasburgo: 2016-2017

#### Competizioni statali
- Campionato Baiano: 2

Vitória: 2003, 2004
- Campionato Paraense: 1

Paysandu: 2005
- Campionato Carioca: 1

Botafogo: 2006
- Taça Guanabara: 1

Botafogo: 2006
- Taça Rio: 1

Botafogo: 2007